# 715
715（七百十五、ななひゃくじゅうご）は自然数、また整数において、714の次で716の前の数である。

## 性質
- 715は合成数であり、約数は 1, 5, 11, 13, 55, 65, 143, 715 である。
  - 約数の和は1008。
- 22番目の五角数である。1つ前は651、次は782。
  - 五角数が楔数になる4番目の数である。1つ前は651、次は782。
  - 五角数がハーシャッド数になる9番目の数である。1つ前は330、次は782。
- 94番目の楔数である。1つ前は710、次は730。
  - 楔数がハーシャッド数になる23番目の数である。1つ前は645、次は730。
- 168番目のハーシャッド数である。1つ前は711、次は720。
  - 13を基とする4番目のハーシャッド数である。1つ前は481、次は832。
- 10番目の五胞体数である。1つ前は495、次は1001。
  - 715 = 10 × 11 × 12 × 13/1 × 2 × 3 × 4
- 714と715は6番目のルース＝アーロン・ペアである。1つ前は (125, 126) 、次は (948, 949) 。
- 各位の和が13になる59番目の数である。1つ前は706、次は724。
- 715 = 32 + 92 + 252 = 72 + 152 + 212
  - 3つの平方数の和2通りで表せる155番目の数である。1つ前は712、次は724。(オンライン整数列大辞典の数列 A025322)
  - 異なる3つの平方数の和2通りで表せる138番目の数である。1つ前は709、次は716。(オンライン整数列大辞典の数列 A025340)

## その他 715 に関連すること
- 西暦715年
- 紀元前715年
- 715系
- 国鉄715系電車